# 이차 아미노산
이차 아미노산(영어: secondary amino acid)은 아미노기(-NH
2)를 포함하지 않고 2차 아민인 아미노산이다. 이차 아미노산은 프롤린 및 비고리형 N-치환 아미노산과 같은 고리형 아미노산으로 분류될 수 있다.
프롤린, 하이드록시프롤린, 피페콜산 및 사르코신은 잘 알려진 천연 2차 아미노산이다. 프롤린은 유일한 단백질생성성 2차 아미노산이다. 다른 이차 아미노산은 단백질비생성성 아미노산이다. 단백질에서 하이드록시프롤린은 프롤린의 하이드록실화에 의해 단백질에 포함될 수 있다. 더 큰 프롤린 유사체인 피페콜산은 에프라펩틴에서 발견된다. 사르코신은 N-메틸화된 글리신이기 때문에 사르코신의 메틸기는 많은 생화학 반응에서 사용된다. 아제티딘-2-카복실산은 식물에서 프롤린의 더 작은 동족체이다.

## 특성
프롤린과 그것의 더 큰 동족체인 피페콜산은 단백질의 2차 구조에 영향을 미친다. D-α-아미노산–L-α-아미노산 서열은 β 헤어핀 구조를 유도할 수 있다. 이것은 비고리형 2차 아미노산이 에프라펩틴 C에서 N-메틸-L-알라닌에 의해 피페콜산을 대체함으로써 단백질의 고리형 2차 아미노산보다 더 유연하다는 것을 시사했다.
프롤린과 하이드록시프롤린의 닌하이드린 테스트는 노란색 결과를 나타낸다.
N-메틸-L-아미노산 산화효소는 2차 아미노산의 하위 유형의 산화효소이다.

## 같이 보기
- 아미노산
- 이미노산
- 이미드산
- 2차 아민